# Швейцер, Максимилиан Ильич
Максимилиан Ильич Швейцер (1881—1905) — участник революционного движения в Российской империи, член партии социалистов-революционеров и её «Боевой организации».

## Биография
Максимилиан Швейцер родился в 1881 году в Смоленске в семье еврейского банкира, купца первой гильдии Ильи Изодоровича Швейцера. Окончил смоленскую гимназию, после чего в 1899 году поступил в Московский университет, учился на естественном отделении физико-математического факультета. Принимал активное участие в деятельности революционных студенческих кружков, входил в состав исполкома, готовившего студенческие выступления. Первоначально Швейцер был близок к социал-демократам.
27 января 1902 года Швейцер был арестован во время совещания. В ходе проведения обыска у него на квартире было обнаружено большое количество революционной литературы, запрещённой к распространению в Российской империи. Особое совещание суда приговорило Швейцера к ссылке под полицейский надзор в Иркутскую губернию. 16 марта 1902 года Швейцер подал ходатайство о помиловании, но московский генерал-губернатор великий князь Сергей Александрович настоял на его отклонении, по некоторым данным, из-за своего антисемитизма. Швейцер был сослан в село Нохтуйск в Якутской губернии, где сблизился с членами партии социалистов-революционеров.
Отбыв ссылку, 17 марта 1903 года Швейцер вернулся в Смоленск, где принимал непосредственное участие в организации смоленского комитета партии эсеров. 4 октября 1903 года он выехал за границу, и вскоре вступил в «Боевую организацию» партии. В организации Швейцер занимался изготовлением динамита и бомб для совершения террористических актов.
В конце 1903 года Швейцер и ещё один член организации, Алексей Покотилов, под чужими именами вернулись в Российскую империю для организации покушения на министра внутренних дел Вячеслава Плеве. После серии неудачных покушений и гибели Покотилова в результате неосторожного обращения с взрывчатыми веществами, 15 июля 1904 года член организации Егор Созонов бомбой, собранной Швейцером, убил Плеве на мосту через Обводный канал.
В сентябре-октябре 1904 года Швейцер руководил работами по производству динамита в тайной мастерской в Париже. В ноябре 1904 года он под чужим именем приехал в Санкт-Петербург и возглавил местный отряд «Боевой организации» с заданием убить градоначальника Петербурга Д. Ф. Трепова, впоследствии пытался организовать покушения на императора Николая II, великого князя Владимира Александровича, министра внутренних дел Булыгина, товарища министра внутренних дел Петра Дурново.
Знавшие Швейцера революционеры всегда с почтением отзывались о нём, а заместитель руководителя организации Азефа писатель Борис Савинков писал в своих воспоминаниях:
…практический ум и железная воля. Он постоянно работал над собой и обещал в будущем занять исключительно крупное место в рядах террористов…
В ночь с 25 на 26 февраля 1905 года Швейцер погиб в номере петербургской гостиницы «Бристоль» в результате взрыва, вызванного неосторожным обращением со взрывчатыми веществами, в ходе сборки бомбы для совершения очередного теракта, повторив тем самым судьбу Алексея Покотилова.